# Erdgeist
Erdgeist è un film del 1923, diretto da Leopold Jessner, e ispirato alla tragedia omonima del 1895 di Frank Wedekind.

## Trama
Lulu fa da modella per il pittore Schwarz, nel cui studio un giorno convergono il marito di Lulu, Goll,  notevolmente meno giovane di lei, il caporedattore Ludwig Schön e suo figlio Alwa. Tutti costoro, in un modo o nell'altro, risentono del fascino di Lulu.
Lulu e Schwarz rimangono infine da soli, ma Goll ritorna inaspettatamente, sorprende la moglie nelle braccia dell'artista, fa per aggredirli brandendo un bastone, ma cade morto, in preda ad un infarto.
Lulu e il pittore ora convivono. La donna riceve le visite di Schigolch, suo padre adottivo, con il quale rievoca i tempi spensierati dell'infanzia di lei, quando vendeva violette sulla strada; e di Ludwig Schön. Si viene a sapere che Ludwig tempo addietro aveva praticamente raccolto Lulu dalla strada, era diventato il suo amante, e, alla fine, scancatosi di lei e soprattutto in vista di un matrimonio a lui più socialmente conveniente, l'aveva "ceduta" in matrimonio a Goll. Ludwig intima a Lulu di smettere di scrivergli e di presentarsi da lui, non volendo che uno scandalo inficiasse il suo prossimo matrimonio. Di fronte all'atteggiamento della donna, Ludwig, come aveva minacciato di fare, finisce col rivelare il passato di Lulu a Schwarz, che, atterrito, si chiude in una stanza e si toglie la vita con un colpo di rasoio.
Lulu riprende l'attività di danzatrice, che aveva svolto tempo prima, e, grazie anche all'aiuto di Alwa, ottiene un certo successo. Una sera ella scorge Ludwig e la sua promessa sposa in un palco del teatro dove si sarebbe esibita; convoca l'uomo nel suo camerino e riesce a convincerlo a lasciare la fidanzata. Da allora Lulu e Ludwig vivono assieme. E lo spettro della gelosia assale l'uomo.
Schigolch, portando con sé un paio di amici di infanzia di Lulu, entrambi segretamente innamorati di lei, fa di nuovo visita a donna. Nel contempo un nuovo visitatore bussa alla porta: Lulu fa nascondere i suoi ospiti e lo riceve. Anche Ludwig si era nascosto, e, dopo aver sentito il nuovo arrivato dichiarare il proprio amore per la donna, - e Lulu stessa dichiarargli di non amare più Ludwig - irrompe sulla scena e scopre il proprio figlio Alwa giacere ai piedi di Lulu. Ne nasce un drammatico diverbio, nel corso del quale Ludwig giunge a porgere il proprio revolver alla donna invitandola a suicidarsi per cancellare così dalla faccia della terra la sua esistenza peccaminosa e pericolosa per tutti. È invece Lulu ad uccidere Ludwig, sparandogli. Prima di spirare Ludwig chiede al figlio di non permettere che Lulu rimanga impunita.
Lulu allora, di fronte al cadavere di Ludwig, comincia a blandire Alwa, dibattuto fra l'amore paterno, il senso morale, e la straordinaria fascinazione della donna. Non si dovrà attendere l'esito del conflitto, perché Lulu stramazza a terra esanime.